# 폐지주의

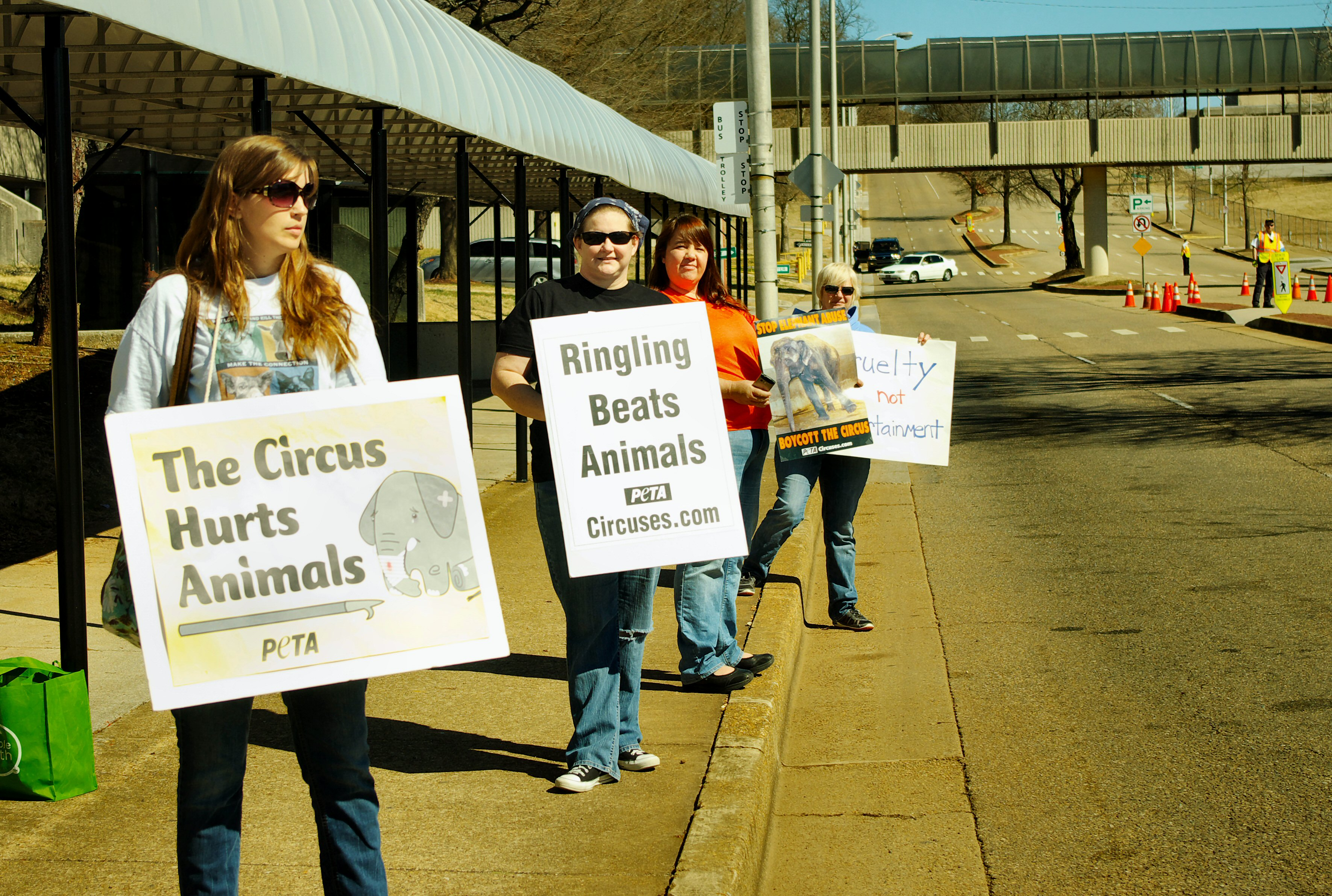
테네시주 녹스빌 시빅 콜로세움의 링링 브라더스 바넘 앤 베일리 서커스장 밖에서 시위대가 시위를 벌이고 있다.

폐지주의란 동물권 운동가 사이의 이론으로 동물을 소유의 객체가 아니라 해방의 대상으로 생각의 전환을 주장하는 이론이다. 미국 철학자 탐 레건에 따르면 폐지주의자들은 더 큰 우리가 아니라 텅 빈 우리를 원한다고 하였다. 폐지주의는 보호주의와 차별화된다.

## 같이 보기
- 동물권